# Lituanie au Concours Eurovision de la chanson 2015
La Lituanie a annoncé en 2014 sa participation au Concours Eurovision de la chanson 2015 à Vienne, en Autriche. 
Monika Linkytė & Vaidas Baumila, représentant la Lituanie au Concours Eurovision de la chanson, sont annoncés le 21 février 2015, à la suite de leur victoire lors de la finale nationale Eurovizijos 2015. 
Leur chanson This Time avait été présentée une semaine plus tôt, le 14 février 2015.

## Sélection

### Format
Le format de la sélection implique différents artistes, dans une compétition indépendante du choix de la chanson. Chaque artiste peut donc potentiellement interpréter n'importe laquelle des chansons retenues pour la sélection.
Douze artistes et chansons ont été sélectionnés pour la compétition. Lors de la première soirée, ils réinterprètent des hits lituaniens. Lors de la deuxième soirée, ils reprennent des hits internationaux. Les résultats cumulés de ces deux soirées mènent à l'élimination d'un artiste.  
Pendant les troisième, quatrième, cinquième et sixième soirée, les artistes interprètent les différentes chansons en compétition. Au terme de chaque soirée, deux artistes sont éliminés. Lors de ces mêmes soirées sont éliminées respectivement une, deux, aucune et six chansons.
La septième soirée constitue la sélection de la chanson parmi les trois chansons encore en lice. La huitième soirée sélectionne l'artiste parmi les trois artistes restants.
Dans chaque émission, les artistes qualifiés sont décidés par un vote cumulant pour moitié le télévote lituanien et pour l'autre moitié le vote d'un jury international. Les chansons passent, pour leur part, par un vote internet distinct de celui de la soirée.

### Artistes
Les artistes participants sont :
- Monika Linkytė
- Vaidas Baumila
- Mia
- Edgaras Lubys
- Jurgis Brūzga
- Liepa Mondeikaitė
- Neringa Šiaudikytė
- Tadas Juodsnukis
- Milita Daikerytė
- Reda Striškaitė
- Wilma La
- Rollikai

### Chansons
Les chansons sélectionnées sont :
- This Time
- The Right Way
- Dangerous (S.O.S.)
- Not Perfect
- Feel My Love
- No More Tears
- Skęstu
- Sound of Colours
- Take My Love
- Es tut mir nicht leid
- Factory Hearts
- Say You Love Me

### Émissions

#### Première soirée: reprises de chansons lituaniennes
| Ordre | Artiste            | Chanson (artiste original)                         | Jury | Jury | Jury | Jury  | Jury   | Télévote | Télévote | Total | Place |
| Ordre | Artiste            | Chanson (artiste original)                         | LT   | GE   | NL   | Total | Points | Voix     | Points   | Total | Place |
| ----- | ------------------ | -------------------------------------------------- | ---- | ---- | ---- | ----- | ------ | -------- | -------- | ----- | ----- |
| 1     | Mia                | Man patinka (Džordana Butkutė)                     | 3    | 7    | 2    | 12    | 3      | 278      | 6        | 9     | 5     |
| 2     | Reda Striškaitė    | Kai sirpsta vyšnios Suvalkijoj (Vytautas Kernagis) | 1    | 1    | 4    | 6     | 2      | 226      | 5        | 7     | 8     |
| 3     | Edgaras Lubys      | Širdis ant balto sniego (Natalija Bunkė)           | 12   | 10   | 1    | 23    | 10     | 308      | 8        | 18    | 3     |
| 4     | Monika Linkytė     | Besieliai (Monika Linkytė)                         | 8    | 8    | 5    | 21    | 7      | 130      | 0        | 7     | 9     |
| 5     | Tadas Juodsnukis   | Nakty (Kastytis Kerbedis)                          | 10   | 6    | 7    | 23    | 10     | 366      | 12       | 22    | 1     |
| 6     | Wilma La           | Laužo šviesa (Foje)                                | –    | –    | –    | 0     | 0      | 142      | 1        | 1     | 12    |
| 7     | Rollikai           | Violeta (Kastytis Kerbedis)                        | –    | 3    | 3    | 6     | 2      | 39       | 0        | 2     | 11    |
| 8     | Liepa Mondeikaitė  | Aš mylėjau tave tau nežinant (Aktorių Trio)        | 6    | –    | 8    | 14    | 4      | 206      | 4        | 8     | 6     |
| 9     | Vaidas Baumila     | Aš tik žmogus (Vaidas Baumila)                     | 7    | 12   | 10   | 29    | 12     | 307      | 7        | 19    | 2     |
| 10    | Milita Daikerytė   | Tarp tavęs ir manęs (Milita Daikerytė)             | 4    | 5    | 12   | 21    | 7      | 329      | 10       | 17    | 4     |
| 11    | Jurgis Brūzga      | 1000 dienų (Jurgis Bruzga)                         | 5    | 4    | 6    | 15    | 5      | 170      | 3        | 8     | 7     |
| 12    | Neringa Šiaudikytė | Meilę skolingas tau (Stasys Povilaitis)            | 2    | 2    | 0    | 4     | 0      | 164      | 2        | 2     | 10    |

#### Deuxième soirée: reprises de chansons internationales
| Ordre | Artiste            | Chanson (artiste original)                    | Jury | Jury | Jury | Jury | Jury  | Jury   | Télévote | Télévote | Total | Place |
| Ordre | Artiste            | Chanson (artiste original)                    | LT   | GB   | GE   | NL   | Total | Points | Voix     | Points   | Total | Place |
| ----- | ------------------ | --------------------------------------------- | ---- | ---- | ---- | ---- | ----- | ------ | -------- | -------- | ----- | ----- |
| 1     | Edgaras Lubys      | Get Lucky (Daft Punk feat. Pharrell Williams) | 7    | 5    | 7    | 8    | 27    | 8      | 294      | 6        | 14    | 3     |
| 2     | Mia                | Chandelier (Sia)                              | 5    | 2    | 10   | 10   | 27    | 8      | 250      | 4        | 12    | 4     |
| 3     | Tadas Juodsnukis   | Here I Go Again (Whitesnake)                  | 8    | 4    | 6    | –    | 18    | 3      | 277      | 5        | 8     | 8     |
| 4     | Neringa Šiaudikytė | Euphoria (Loreen)                             | 4    | 3    | 2    | –    | 9     | 2      | 153      | 0        | 2     | 11    |
| 5     | Vaidas Baumila     | Hallelujah (Leonard Cohen)                    | 10   | 10   | 12   | 6    | 38    | 12     | 341      | 10       | 22    | 2     |
| 6     | Reda Striškaitė    | If I Were a Boy (Beyoncé)                     | –    | 1    | 5    | 1    | 7     | 1      | 304      | 8        | 9     | 7     |
| 7     | Liepa Mondeikaitė  | What a Wonderful World (Louis Armstrong)      | 2    | 7    | –    | 12   | 21    | 5      | 202      | 1        | 6     | 9     |
| 8     | Rollikai           | Let's Get Loud (Jennifer Lopez)               | 1    | –    | 1    | 5    | 7     | 1      | 143      | 0        | 1     | 12    |
| 9     | Wilma La           | Set Fire to the Rain (Adele)                  | –    | –    | –    | 2    | 2     | 0      | 228      | 2        | 2     | 10    |
| 10    | Monika Linkytė     | Queen of the Night (Whitney Houston)          | 12   | 8    | 8    | 7    | 35    | 10     | 492      | 12       | 22    | 1     |
| 11    | Jurgis Brūzga      | Locked Out of Heaven (Bruno Mars)             | 3    | 12   | 3    | 4    | 22    | 6      | 250      | 4        | 10    | 6     |
| 12    | Milita Daikerytė   | Only Love Can Hurt Like This (Paloma Faith)   | 6    | 6    | 4    | 3    | 19    | 4      | 295      | 7        | 11    | 5     |

#### Troisième soirée
Après la soirée, le vote du public décidant des chansons restant en lice a eu lieu. La chanson Say You Love Me s'est vue éliminée de la compétition.
| Ordre | Artiste            | Chanson               | Jury | Jury | Jury | Jury | Jury  | Jury   | Télévote | Télévote | Total | Place |
| Ordre | Artiste            | Chanson               | LT   | LV   | GE   | NL   | Total | Points | Voix     | Points   | Total | Place |
| ----- | ------------------ | --------------------- | ---- | ---- | ---- | ---- | ----- | ------ | -------- | -------- | ----- | ----- |
| 1     | Vaidas Baumila     | This Time             | 12   | 10   | 8    | 4    | 34    | 10     | 343      | 2        | 12    | 5     |
| 2     | Mia                | Say You Love Me       | 6    | 2    | 5    | 5    | 18    | 4      | 511      | 6        | 10    | 7     |
| 3     | Reda Striškaitė    | Es tut mir nicht leid | 1    | 3    | 2    | 7    | 13    | 2      | 206      | 0        | 2     | 10    |
| 4     | Edgaras Lubys      | Not Perfect           | 10   | 4    | 10   | 6    | 30    | 8      | 685      | 10       | 18    | 2     |
| 5     | Neringa Šiaudikytė | Skęstu                | 2    | 8    | 4    | 3    | 17    | 3      | 466      | 5        | 8     | 8     |
| 6     | Liepa Mondeikaitė  | Feel My Love          | 4    | 1    | 1    | 2    | 8     | 1      | 703      | 12       | 13    | 3     |
| 7     | Tadas Juodsnukis   | No More Tears         | 8    | 6    | 3    | 8    | 25    | 6      | 566      | 7        | 13    | 4     |
| 8     | Milita Daikerytė   | Dangerous (S.O.S.)    | 3    | 7    | 7    | 10   | 27    | 7      | 382      | 4        | 11    | 6     |
| 9     | Monika Linkytė     | The Right Way         | 5    | 12   | 12   | 12   | 41    | 12     | 616      | 8        | 20    | 1     |
| 10    | Jurgis Brūzga      | Take My Love          | 7    | 5    | 6    | 1    | 19    | 5      | 375      | 3        | 8     | 9     |
| 11    | Wilma La           | Factory Hearts        | –    | –    | –    | –    | 0     | 0      | 263      | 1        | 1     | 11    |

#### Quatrième soirée
Milita Daikerytė s'est retirée de la compétition pour maladie avant la soirée. Ainsi, seul un artiste a été éliminé. Le vote du public pour les chansons a éliminé les chansons Es tut mir nicht leid et Factory Hearts.
| Ordre | Artiste            | Chanson          | Jury | Jury | Jury | Jury | Jury  | Jury   | Télévote | Télévote | Total | Place |
| Ordre | Artiste            | Chanson          | LT   | LV   | GE   | NL   | Total | Points | Voix     | Points   | Total | Place |
| ----- | ------------------ | ---------------- | ---- | ---- | ---- | ---- | ----- | ------ | -------- | -------- | ----- | ----- |
| 1     | Edgaras Lubys      | This Time        | 10   | 10   | 10   | 5    | 35    | 10     | 680      | 6        | 16    | 3     |
| 2     | Liepa Mondeikaitė  | Take My Love     | 7    | 3    | 3    | 8    | 21    | 5      | 775      | 12       | 17    | 2     |
| 3     | Tadas Juodsnukis   | Factory Hearts   | 5    | 4    | 4    | 4    | 17    | 3      | 549      | 3        | 6     | 8     |
| 4     | Mia                | The Right Way    | 12   | 5    | 7    | 12   | 36    | 12     | 741      | 10       | 22    | 1     |
| 5     | Vaidas Baumila     | Not Perfect      | 6    | 8    | 12   | 7    | 33    | 8      | 619      | 5        | 13    | 6     |
| 6     | Monika Linkytė     | Flying" (Skęstu) | 4    | 12   | 8    | 6    | 30    | 7      | 699      | 7        | 14    | 5     |
| 7     | Jurgis Brūzga      | No More Tears    | 8    | 6    | 5    | 10   | 29    | 6      | 732      | 8        | 14    | 4     |
| 8     | Neringa Šiaudikytė | Feel My Love     | 3    | 7    | 6    | 3    | 19    | 4      | 586      | 4        | 8     | 7     |

#### Cinquième soirée
Aucune chanson n'a été éliminée après cette soirée
| Ordre | Artiste            | Chanson            | Jury | Jury | Jury | Jury | Jury  | Jury   | Télévote | Télévote | Total | Place |
| Ordre | Artiste            | Chanson            | LT   | LV   | GE   | NL   | Total | Points | Voix     | Points   | Total | Place |
| ----- | ------------------ | ------------------ | ---- | ---- | ---- | ---- | ----- | ------ | -------- | -------- | ----- | ----- |
| 1     | Jurgis Brūzga      | This Time          | 5    | 8    | 8    | 6    | 27    | 7      | 686      | 5        | 12    | 5     |
| 2     | Liepa Mondeikaitė  | Skęstu             | 6    | 6    | 4    | 10   | 26    | 5      | 795      | 6        | 11    | 6     |
| 3     | Mia                | Take My Love       | 12   | 4    | 6    | 7    | 29    | 8      | 1,116    | 12       | 20    | 1     |
| 4     | Edgaras Lubys      | Take My Love       | 10   | 5    | 7    | 5    | 27    | 7      | 1,040    | 8        | 15    | 4     |
| 5     | Neringa Šiaudikytė | Dangerous (S.O.S.) | 4    | 7    | 5    | 4    | 20    | 4      | 103      | 4        | 8     | 7     |
| 6     |                    | The Right Way      | 8    | 12   | 10   | 8    | 38    | 10     | 1,042    | 10       | 20    | 2     |
| 7     | Monika Linkytė     | No More Tears      | 7    | 10   | 12   | 12   | 41    | 12     | 994      | 7        | 19    | 3     |

#### Sixième soirée
Au terme de cette soirée, seules trois chansons sont gardées pour la suite de la compétition, elles sont : Dangerous (S.O.S.), The Right Way et This Time.
| Draw | Artist         | Song               | Jury | Jury | Jury | Jury | Jury  | Jury   | Télévote | Télévote | Total | Place |
| Draw | Artist         | Song               | LT   | LV   | GE   | NL   | Total | Points | Voix     | Points   | Total | Place |
| ---- | -------------- | ------------------ | ---- | ---- | ---- | ---- | ----- | ------ | -------- | -------- | ----- | ----- |
| 1    | Mia            | Feel My Love       | 8    | 6    | 6    | 7    | 60    | 7      | 2 712    | 12       | 19    | 2     |
| 1    | Mia            | Flying" (Skęstu)   | 12   | 6    | 7    | 8    | 60    | 7      | 2 712    | 12       | 19    | 2     |
| 2    | Monika Linkytė | Dangerous (S.O.S.) | 10   | 10   | 8    | 12   | 80    | 10     | 2 554    | 10       | 20    | 1     |
| 2    | Monika Linkytė | This Time          | 10   | 12   | 8    | 10   | 80    | 10     | 2 554    | 10       | 20    | 1     |
| 3    | Vaidas Baumila | This Time          | 12   | 10   | 10   | 12   | 86    | 12     | 2 334    | 7        | 19    | 3     |
| 3    | Vaidas Baumila | Take My Love       | 8    | 12   | 12   | 10   | 86    | 12     | 2 334    | 7        | 19    | 3     |
| 4    | Edgaras Lubys  | Not Perfect        | 6    | 7    | 12   | 6    | 61    | 8      | 2 451    | 8        | 16    | 4     |
| 4    | Edgaras Lubys  | No More Tears      | 7    | 7    | 10   | 6    | 61    | 8      | 2 451    | 8        | 16    | 4     |
| 5    | Jurgis Brūzga  | The Right Way      | 7    | 8    | 7    | 8    | 57    | 6      | 917      | 6        | 12    | 5     |
| 5    | Jurgis Brūzga  | Sound of Colours   | 6    | 8    | 6    | 7    | 57    | 6      | 917      | 6        | 12    | 5     |

#### Septième soirée: sélection de la chanson
| Ordre | Chanson            | Jury | Jury | Jury | Jury | Jury  | Jury   | Télévote | Télévote | Total | Place |
| Ordre | Chanson            | LT   | LV   | GE   | NL   | Total | Points | Voix     | Points   | Total | Place |
| ----- | ------------------ | ---- | ---- | ---- | ---- | ----- | ------ | -------- | -------- | ----- | ----- |
| 1     | The Right Way      | 2    | 3    | 2    | 1    | 8     | 10     | 319      | 8        | 18    | 2     |
| 2     | This Time          | 3    | 2    | 3    | 3    | 11    | 12     | 1 429    | 12       | 24    | 1     |
| 3     | Dangerous (S.O.S.) | 1    | 1    | 1    | 2    | 5     | 8      | 898      | 10       | 18    | 3     |

Au terme de cette soirée, la chanson This Time est sélectionné pour l'Eurovision 2015.

#### Huitième soirée: sélection de l'artiste
Monika Linkytė et Vaidas Baumila ont demandé à interpréter This Time en duo, ce qui leur a été accordé.
| Draw | Artist                          | Jury | Jury | Jury | Jury | Jury | Jury  | Jury   | Télévote | Télévote | Total | Place |
| Draw | Artist                          | LT   | LT   | LV   | LU   | NL   | Total | Points | Voix     | Points   | Total | Place |
| ---- | ------------------------------- | ---- | ---- | ---- | ---- | ---- | ----- | ------ | -------- | -------- | ----- | ----- |
| 1    | Mia                             | 1    | 1    | 1    | 1    | 1    | 5     | 10     | 12 746   | 10       | 20    | 2     |
| 2    | Vaidas Baumila & Monika Linkytė | 2    | 2    | 2    | 2    | 2    | 10    | 12     | 13 902   | 12       | 24    | 1     |

Au terme de la huitième soirée, Vaidas Baumila et Monika Linkytė sont sélectionnés pour représenter la Lituanie avec This Time à l'Eurovision 2015.

## À l'Eurovision
La Lituanie participa à la seconde demi-finale, le 21 mai 2015. Y arrivant 7e avec 67 points, le pays se qualifie pour la finale du 23 mai 2015. Il termine finalement 18e avec 30 points.